# 朗宁县
朗宁县，中国古县名。唐代屬嶺南道南晉州，唐高祖武德五年（622年）析宣化縣置，屬南晉州，貞觀八年（634年）南晉州更名邕州。治所在今广西壮族自治区南宁市邕宁区西北右江东岸那龙镇。北宋開寶五年（972年）廢入宣化縣。